# Endre Strømsheim
Endre Strømsheim (* 5. září 1997 Oslo) je norský biatlonista, dvojnásobný mistr a trojnásobný mistr Evropy.
Ve světovém poháru debutoval v březnu 2019 v  domácí Oslu, kde obsadil 82. místo ve sprintu.
Ve své dosavadní kariéře zvítězil ve Světovém poháru ve dvou individuálních a ve třech kolektivních závodech. Na nižším okruhu v IBU Cupu vyhrál osmnáct závodů a celkové hodnocení poháru v sezóně 2022/2023.

## Výsledky

### Mistrovství světa a zimní olympijské hry
| Sezóna  | A  | Místo                | SP  | SZ  | HZ  | IZ  | ŠT | SŠT | SZD | Věk    |
| ------- | -- | -------------------- | --- | --- | --- | --- | -- | --- | --- | ------ |
| 2022/23 | MS | Oberhof              | 22. | 13. | 15. | 15. | –  | –   | –   | 25 let |
| 2023/24 | MS | Nové Město na Moravě | 20. | 8.  | –   | 21. | –  | –   | –   | 26 let |
| 2024/25 | MS | Lenzerheide          | 7.  | 8.  | 1.  | 9.  | 1. | –   | –   | 27 let |

Poznámka: Výsledky z olympijských her a  z mistrovství světa se do hodnocení světového poháru nezapočítávají.

### Mistrovství Evropy
| Sezóna  | A  | Místo       | SP  | SZ  | IZ | SZD | Věk    |
| ------- | -- | ----------- | --- | --- | -- | --- | ------ |
| 2018/19 | ME | Raubiči     | 19. | 11. | 3. | 4.  | 21 let |
| 2019/20 | ME | Raubiči     | 61. | –   | –  | 1.  | 22 let |
| 2020/21 | ME | Dušníky     | 58. | 29. | 3. | 6.  | 23 let |
| 2019/20 | ME | Lenzerheide | 20. | 3.  | 1. | 1.  | 25 let |

## Vítězství v závodech světového poháru, mistrovství světa a olympijských hrách

### Individuální
| Č.                           | sezóna    | datum            | místo                       | disciplína                  |
| ---------------------------- | --------- | ---------------- | --------------------------- | --------------------------- |
| 1.                           | 2023/2024 | 6. ledna 2024    | Oberhof, Německo            | stíhací závod               |
| 2.                           | 2024/2025 | 3. prosince 2024 | Kontiolahti, Finsko         | zkrácený vytrvalostní závod |
| MS                           | 2024/2025 | 23. února 2025   | Lenzerheide, Švýcarsko (MS) | závod s hromadným startem   |
| – závod na mistrovství světa |           |                  |                             |                             |

### Kolektivní
| Č.                           | sezóna    | datum              | místo                       | disciplína |
| ---------------------------- | --------- | ------------------ | --------------------------- | ---------- |
| 1.                           | 2022/2023 | 11. března 2023    | Östersund, Švédsko          | štafeta    |
| 2.                           | 2023/2024 | 30. listopadu 2023 | Östersund, Švédsko          | štafeta    |
| 3.                           | 2023/2024 | 7. ledna 2024      | Oberhof, Německo            | štafeta    |
| MS                           | 2024/2025 | 22. února 2025     | Lenzerheide, Švýcarsko (MS) | štafeta    |
| – závod na mistrovství světa |           |                    |                             |            |